# La regola delle ombre
La regola delle ombre è un romanzo giallo di ambientazione storica dello scrittore Giulio Leoni, il cui protagonista è l'umanista Pico della Mirandola (1463-1494). Come i precedenti romanzi dello stesso autore riuniti nel «ciclo di Dante Alighieri», si tratta di indagini condotte da un personaggio realmente esistito in un contesto storico, con l'inclusione di elementi fantastici.

## Trama
Nel febbraio 1482 Giovanni Pico della Mirandola si trova a Firenze insieme a Lorenzo de Medici quando i due vengono a conoscenza di un efferato delitto: la vittima è uno stampatore che usa i recenti caratteri tipografici inventati in Germania da Gutenberg. Su incarico di Lorenzo, Pico si reca nella Roma governata da papa Sisto IV, nemico dichiarato della casa Medici.
Muovendosi in una città enorme e fatiscente, straziata dalle lotte di potere per la successione al soglio pontificio, Pico scopre poco per volta le tracce di una cospirazione che sembra girare intorno all'architetto Leon Battista Alberti e a un libro misterioso nel quale si racconta di un carattere di scrittura perfetto, desunto dalle proporzioni dei grandi monumenti dell'antichità romana.
Molti dei personaggi che Pico incontra nella sua ricerca della verità sono convinti che il libro sia la chiave per comprendere nel ritorno dalla morte di Simonetta Vespucci, la bellissima nobildonna che fece perdere la testa a molti fiorentini, e che fu immortalata da Sandro Botticelli nel dipinto Nascita di Venere prima di morire prematuramente. La presunta Simonetta più volte incrocia l'indagine di Pico, che si muove tra una situazione di pericolo e l'altra, cercando la verità tra chi prepara una sollevazione contro il papato e la famiglia Borgia, chi pretende di custodire i segreti di un libro dettato direttamente da dio all'uomo e chi vuole vendicarsi di angherie e soprusi antichi.
Molti segreti sono legati alla colonna traiana, nei fori imperiali, dai quali prende il nome anche la famiglia Colonna, tra i protagonisti della politica papale. L'epilogo ha luogo durante il carnevale romano, quando il pontefice permette che il popolo partecipi senza freni alla festa.

## Edizioni
- Giulio Leoni, La regola delle ombre, Mondadori, 2009, ISBN 9788804576044.